# Вышегородская волость (Московская губерния)
Вышегородская волость — нижняя единица административно-территориального деления (волость) в составе Верейского (до 1922) и Можайского уездов Московской губернии. Существовала до 1929 года. Центром волости было село Вышегород.
Территория волости после административно-территориальной реформы 1923—1929 годов, когда уездно-волостное деление было заменено районным, в советские и постсоветские годы входила в   Наро-Фоминский район Московской области. В ходе преобразований последующей реформы территория волости входит: в   административно-территориальную единицу город областного подчинения Наро-Фоминск с административной территорией (с 2017 года).

## История
27 февраля 1922 года Верейский уезд был упразднён. Вышегородская волость вошла в состав Можайского уезда.
В ходе реформы административно-территориального деления СССР в 1929 году Вышегородская волость была упразднена.

## Состав

### Населённые пункты
На 1905 год 69 сельских населённых пунктов
- Алферово
- Афанасьево
- Ахматово
- село Благовещенское
- Васильево
- Верховье
- Волково
- Волченки
- Воскресенки
- село Вышегород — волостной центр
- Глазково
- Глинищи
- Глинки
- Горки
- Диденево
- Дуброво
- Дудкино
- Ефаново
- Ефимово
- Заево
- Залучная
- Запрудная
- Ивково
- Ильинское
- Каменка
- Князево
- Ковригино
- Коледовка
- Коровино
- Кубиново
- Кузьминское
- Кулаково
- Курнево
- Курпово
- Лобаново
- Лукьяново
- Макаровка
- Мальцево
- Набережная
- Нечаево
- Никольское
- Носово
- Осеченки
- Паново
- Пареево
- Пафнутьево (Пафнутовка)
- Перемешаево
- Петрово
- Подгородная Слобода
- Подолино
- Ратово (Конинская)
- Ревякино
- Редькино
- Секирино
- Сиренская
- Слободка
- Сотниково
- Спас-Загряжская Слобода
- Спасское
- Спасское-Косицы
- Судаково
- Суслово
- Сухинино
- Татищево
- Телешово
- Тимофеево
- Устье
- Федюнькино
- Ястребовка (Ястребово)

### Сельсоветы
По данным 1919 года в Вышегородской волости было 48 сельсоветов: Алферьевский, Афанасьевский, Ахматовский, Благовещенский, Васильевский, Верховский, Волченский, Воскресенский, Вышегородский, Глиницинский, Глинкинский, Деденевский, Дубровский, Дудкинский, Ефимовский, Загряжский, Залученский, Зарудновский, Зыбинский, Ивковский, Ильинский, Каменский, Ковригинский, Колодезный, Кузьминский, Курково-Кулаковский, Курневский, Лобановский, Лукьяновский, Набережно-Слободский, Никольский, Носовский, Пановский, Пареевский, Пафнутьевский, Подольновский, Ревякинский, Редькинский, Секиринский, Серенский, Ситниковский, Спас-Косицкий, Телешовский, Тимофеевский, Устьенский, Федюнинский, Ястребовский.
В 1921 году Курково-Слободский с/с был переименован в Курковский, Набережно-Слободский — в Слободский, Глиницинский — в Татищевский, Ильинский — в Субботинский. Алферьевский, Глинкинский, Деденевский, Дудкинский, Ефимовский, Залученский, Зыбинский, Ивковский, Ковригинский, Курневский, Пафнутьевский, Подольновский, Редькинский, Ситниковский, Спас-Косицкий, Телешовский, Тимофеевский, Устьенский с/с были упразднены.
По данным 1923 года в Вышегородской волости было 13 сельсоветов: Афанасьевский, Благовещенский, Васильевский, Верховский, Вышегородский, Дубровский, Ковригинский, Лобановский, Пановский, Субботинский, Татищевский, Федюнинский и Ястребовский.
В 1927 году из части Афанасьевского с/с был образован Кузьминский с/с, из Благовещенского — Дудкинский и Никольский, из Васильевского — Ивковский, из Верховского — Ревякинский, из Вышегородского — Лукьяновский и Набережно-Слободский, из Дубровского — Воскресенский, из Ковригинского — Волченский, из Лобановского — Зарудновский, из Субботинского — Пареевский, из Татищевского — Коровинский и Спас-Косицкий, из Федюнинского — Курневский, из Ястребовского — Ефимовский и Каменский.
В 1929 году Кузьминский с/с был переименован в Сотниковский.